# L'Art monumental
L'Art monumental est une société artistique belge, composée de peintres, architectes et sculpteurs, créée en 1920 par Jean Delville, afin d'encourager en Belgique la synthèse esthétique des trois grands arts, d'intéresser les pouvoirs publics à ses réalisations et d'organiser des expositions nationales et internationales.

## Historique

### Fondation
L'Art monumental est créé en décembre 1920 sur l'initiative du peintre Jean Delville. La société regroupe des peintres, architectes, des sculpteurs et des littérateurs. La séance inaugurale a lieu le 27 janvier 1921 au Cercle artistique de Bruxelles.

### Membres de la société
L'architecte Jules Brunfaut est le président, le critique artistique Arthur De Rudder le vice-président, le peintre Omer Dierickx le secrétaire et le sculpteur Égide Rombaux, trésorier, tous les quatre forment le bureau. Les quarante membres fondateurs sont divisés en quatre séries comprenant également des littérateurs. Parmi les membres présents en 1920, figurent : Jean Delville, Constant Montald, Émile Fabry, Goovaerts, Marcel Wolfers et Paul Hamesse de Bruxelles, Pierre-Jean Braecke et Oscar Van de Voorde de Gand, Anto Carte de Mons, Henry Lacoste de Tournai, Émile Vloors d'Anvers et Léon Sneyers,.

## Objectifs
L'Art monumental s'inscrit dans le cadre de l'évolution de l'art moderne vers la décoration et entend concilier les innovations modernes dans leur aspect le meilleur avec l'évolution normale de l'art. La société réunit des artistes de différentes villes belges soucieux de beauté décorative et d'unifier les trois grands arts plastiques : peinture, architecture et sculpture, dans un esprit de cohérence. L'Art monumental poursuit comme objectifs d'encourager en Belgique cette discipline, d'intéresser les pouvoirs publics à ses réalisations, aux grandes peintures décoratives, et d'organiser des expositions nationales et internationales.

## Réalisation
En réalité, la seule réalisation concrète de la société est la décoration d'une frise en mosaïques par les six peintres Albert Ciamberlani, Jean Delville, Omer Dierickx, Émile Fabry, Constant Montald et Émile Vloors de l’hémicycle du Palais du Cinquantenaire, conçue entre 1920 et 1926 et achevée en 1932. Selon Émilie Berger, « cette œuvre d’envergure sur un lieu de prestige aura permis aux tenants de l’idéalisme de réaffirmer leur existence dans le monde officiel d’après-guerre ».